# Солацкое кладбище
Солацкое кладбище или Кладбище святого Иоанна Вианнея (пол.  Cmentarz sołacki, Cmentarz Parafialny św. Jana Vianneya) — кладбище, находящееся в городе Познани (район Солач), Великопольское воеводство, Польша. Кладбище является приходским и принадлежит приходу церкви святого Иоанна Вианнея. Некрополь располагается на пересечении улиц Лютыцкой и Щавницкой в познанском историческом районе Подоляны.

## История
Кладбище было основано в 1937 году по инициативе настоятеля церкви святого Иоанна Вианнея священника Генрика Левандовского. Некрополь был разработан архитектором Марианом Спыхальским.

## Известные личности, похороненные на кладбище
- Войцеховский, Зыгмунт (1900—1955) — польский историк, геополитик;
- Крыговский, Богумил (1905—1977) — польский геолог, географ;
- Мейкснер, Ян (1926—1997) — польский биолог;
- Станевич, Витольд (1887—1966) — польский экономист и государственный деятель